# Castronia collaris
Castronia collaris là một loài bướm đêm thuộc phân họ Arctiinae, họ Erebidae.